# Parco delle Rimembranze (Cagliari)
Il parco delle Rimembranze di Cagliari si trova in via Sidney Sonnino nei pressi della piazza Antonio Gramsci.

## Descrizione
Il parco è dedicato ai caduti della prima guerra mondiale e fu realizzato sulla scia dei viali della Rimembranza che sorsero in Italia a partire dal 1923. Venne realizzato nel 1935 su progetto dell'aiutante architetto Ubaldo Badas.
Il monumento è di gusto sobrio ed costituito da due fasci in trachite e pietra di Serrenti sui quali sono riportate le date delle più importanti battaglie della grande guerra. Tra i due fasci è racchiusa l'esedra sulla cui struttura sono riportati i nomi dei caduti.